# (6392) Takashimizuno
(6392) Takashimizuno es un asteroide perteneciente al Cinturón exterior de asteroides, región del sistema solar que se encuentra entre las órbitas de Marte y Júpiter, descubierto el 29 de abril de 1990 por Yoshikane Mizuno y el también astrónomo Toshimasa Furuta desde el Kani Observatory, Kani, Japón.

## Designación y nombre
Designado provisionalmente como 1990 HR. Fue nombrado en honor de Takashi Mizuno (n. 1955) quien es un arquitecto y astrónomo aficionado que observa desde la ciudad de Tajimi, prefectura de Gifu, y descubrió algunos planetas menores.

## Características orbitales
Takashimizuno está situado a una distancia media del Sol de 3,217 ua, pudiendo alejarse hasta 3,644 ua y acercarse hasta 2,790 ua. Su excentricidad es 0,133 y la inclinación orbital 17,592 grados. Emplea 2107,22 días en completar una órbita alrededor del Sol.
Los próximos acercamientos a la órbita de Júpiter ocurrirán el 18 de octubre de 2167, el 13 de abril de 2179 y el 6 de octubre de 2190.
Pertenece a la familia de asteroides de (375) Ursula.

## Características físicas
La magnitud absoluta de Takashimizuno es 11,63. Tiene 25,221 km de diámetro y su albedo se estima en 0,111.